# Gabriel Nicolas de la Reynie

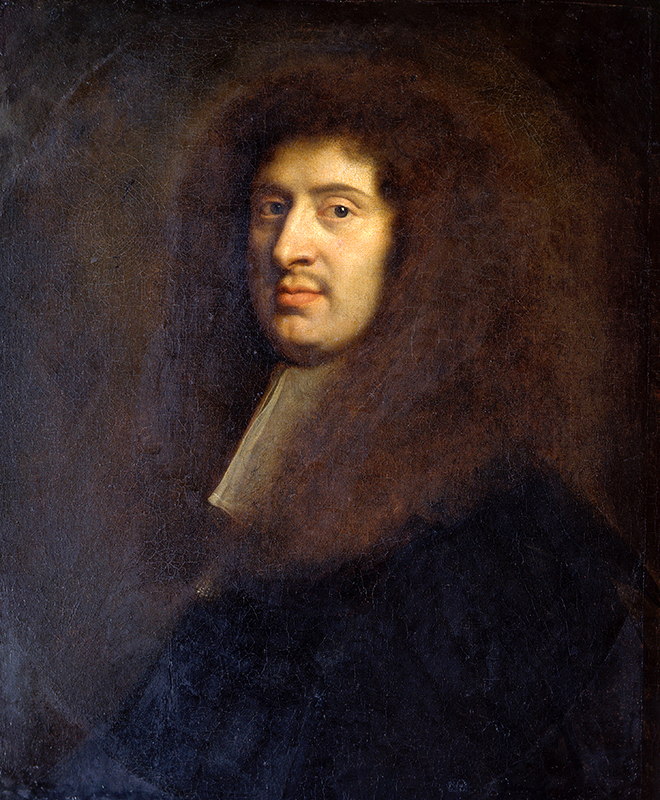
Gabriel Nicolas de la Reynie

Gabriel Nicolas de la Reynie, född 1625 i Limoges, Frankrike, död 1709, var chef för polisen i Paris.
Från 1667 organiserade han polisen i Paris och betraktas som grundaren av den första moderna polisstyrkan. Han verkade inom den så kallade chambre ardente-domstolen under Giftmordsaffären 1677-1682.